# Массіньяно
Массіньяно (італ. Massignano) — муніципалітет в Італії, у регіоні Марке,  провінція Асколі-Пічено.
Массіньяно розташоване на відстані близько 170 км на північний схід від Рима, 70 км на південь від Анкони, 29 км на північний схід від Асколі-Пічено.
Населення — 1681 особа (2014).
Щорічний фестиваль відбувається 19 червня. Покровителі — святі Гервасій та Протасій.

## Демографія
Населення за роками:

Станом на 1 січня 2023 року в муніципалітеті офіційно проживало 160 іноземців з 27 країн, серед них 37 громадян країн Євросоюзу та 3 громадяни України.

## Сусідні муніципалітети
- Кампофілоне
- Купра-Мариттіма
- Монтефьоре-делл'Азо
- Рипатрансоне